# ジュルドンパーク
ジュルドンパーク（Jerudong Park）は、ブルネイ・ダルサラーム国ブルネイ・ムアラ地区ジュルドンにある遊園地。東南アジア最大で最も予算が投じられた遊園地であり、ブルネイ政府が10億ブルネイ・ドルを費やして建設した。香港ディズニーランドの第1期よりも面積が大きい。
特筆すべきは、開業からの6年間ジュルドンパークの入場料やアトラクションの利用料が無料であったということである。すなわち、来園者はただアトラクションに乗るために順番待ちをすればよかった。しかしながら、来園者及び観光客の数の減少が著しくなり、 1回の入場で15ブルネイ・ドルの入場料を徴収し、すべてのアトラクションにチケット制を導入した。
2017年3月現在は、リストバンド型チケットが導入されており入場料を払えば乗り放題である。

## 歴史
ジュルドンパークは1994年にブルネイの国王・ハサナル・ボルキアが48歳の誕生日の記念に国民への贈り物として開業させた。
1996年7月16日に園内の円形劇場でマイケル・ジャクソンによる無料コンサートが開かれ、60,000人が来園した。このコンサートはハサナル・ボルキアの50歳の誕生日を祝して開かれ、ブルネイの王家も来場したが、国王自身は来園しなかった。ジャクソンは1996年の大晦日にHIStoryワールドツアーのブルネイ公演のため、再び訪れた。
2006年8月、運営企業は遊園地の再生計画の実行を開始した。計画は自社のエンターテイメントチームのGIGGLESの再結成から始まった。そのチームはウィルヘルム・バヨナが監督を務め、7人のフィリピン人エンターテイナーによって構成されている。バヨナは後にジュルドンパークのイベント・エンターテイメントコーディネーターに就任した。GIGGLESは活動領域を広げる一環として、学校訪問プログラムを再開し、私的な催しやショッピングモールでのイベントなどの予約を受け付けるようになった。
2006年12月には、目玉として地方のアーティストを招待する、12月の週末特別プログラムを開始した。このプログラムは地元住民から良い反応が得られ、一晩で6,000人以上の観客を動員した。
2007年、ジュルドンパークは「キッズデー」と呼ばれる一連の活動を開始した。主な対象は子どもであるが、ゲームに父母のように大人を巻き込むという「家族」の要素がある。また、GIGGLESはブルネイ国内のショッピングセンターで定期公演を開始した。
2007年の末に、GIGGLESは学校・一般のイベント・パーティーにも出演するようになった。一時期に比べてエンターテイナーの数は大幅に減少していたが、ショーは立体手品ショーや泡のショーを含むものへと変化し、これはブルネイでは新奇なものであった。
ジュルドンパークは園内の広場や円形劇場での催しや公演の数を更に増している。例えば2008年には、4月にメットライフ2008カンファレンスディナー、5月にDSTブロードバンド・ロードショー、Blue Waters・HSBCホールディングス・地元団体の主催による催しなどがある。
2008年後半に、ジュルドンパークは地元のアーティストを目玉とする「ファミリーコンサートの夜」を企画した。このプログラムの目的は、地元のタレントが才能を発揮する場を提供すると同時に、彼らのパフォーマンスを応援、ひいきにする客を発掘することにある。これらのショーは家族向けで文化的・宗教的規範に則ったものになるよう、検閲委員会によるチェックが行なわれている。
この年から入場料を大人5ブルネイ・ドル、子ども3ブルネイ・ドルに値下げした。また、アトラクション1回の利用に使えるチケットの料金を2ブルネイ・ドルとした。音楽の噴水は未だにアジアで最高の噴水の1つで、毎週水曜日から日曜日の午後7:00から毎正時に規則的に運用されている。音楽の噴水の観覧料金も2ブルネイ・ドルである。新しい音楽の噴水の運用計画では、午後8:30と午後9:30の2回となると発表された。また、この計画により、ニューヨークのタイムズスクエアにある水晶時計と噴水のような特徴が復活したと見られている。
2009年12月12日、ジュルドンパーク運営者は新しいチケットシステムを発表した。新システムにより、入場料が無料化され、アトラクションを利用する際にチケットカードを購入する仕組みに変更された。これは大きな成功を収め、家族を含む多くの客がジュルドンパークに来園した。
ジュルドンパークは再生計画を進め、園内や庭園を改造し、より明るく、より清潔で、より見た目の良いものに生まれ変わった。経営チームの遊園地日中運営管理者ハジ・アスマリー・ビン・ハジ・ブジャンと乗り物・施設メンテナンス長のエングル・エドゥアルド・マラクェは、それぞれゼネラルマネージャーのルッセル・ファイニーの策定した方針に則り、美しく安全で訪れて楽しい場所にするために努力している。
2011年3月19日にリニューアルオープンを果たした。

## 将来展望
いくつかの再開発計画が取り沙汰されているが、公式発表は為されていない。遊園地を復活させる動きは現在進行中で、その一環として2008年に新しいパフォーマンス施設が完成した。その施設は、野外のアリーナスタイルのミニ円形劇場で、屋根が付いており、質の高い音響や照明設備を有するもので、地元アーティストには新たにスキルを披露する場所を求めているグループに新天地を与えるものと歓迎されている。完成以来、複数のバンドがここを彼らの才能を披露する定期演奏の場としている。
経営者はまた、メリーゴーラウンドの周りにあるメリーゴーラウンド湖の修繕事業を発表している。
さらに家族向けの取り組みを増し、元来のファミリー・エンターテイメント・センターとしての再生も軌道に乗っている。

## 園内のアトラクション
- 音楽の噴水 -  リッキー・マーティンやマイケル・ジャクソンのヒット曲やディズニーのクラシック曲に合わせて水が噴出する。
- スパカーツ - F1のゴーカートのアトラクション。
- 子ども向けの乗り物 - メリーゴーランド、ペダルボート
- 小学生向けの乗り物 -  海賊船、スカイダイバー、バンパーカー、オービタ
- 家族向けの乗り物 -  アダルト・バンパーカー、シューティングギャラリー、キャタピラー
- ミニ円形劇場 - バンパーカーやオービタの近くにあり、ジュルドンパークのエンターテイメント集団GIGGLESや地元アーティストによるパフォーマンスが行われる。

## 利用案内
- 営業開始：現地時間16時[3]（昼間はあまりに暑いため、夜しか営業しない[4]）
- 交通：ブルネイの首都・バンダルスリブガワンからムアラ・ツトン高速道路を経由、約20分[5]。